# Hélène Conway-Mouret
Pour les articles homonymes, voir Conway et Mouret.
Hélène Conway-Mouret, née le 13 septembre 1960 à Bône (Algérie), est une universitaire et femme politique française, sénatrice représentant les Français établis hors de France de 2011 à 2012 et depuis 2014.
Elle est ministre déléguée aux Affaires étrangères chargée des Français de l'étranger de 2012 à 2014 et vice-présidente du Sénat de 2018 à 2020.
Elle est actuellement vice-présidente de la commission des Affaires étrangères, de la Défense et des Forces armées du Sénat.

## Biographie

### Diplômes et formation
Après sa licence en lettres modernes de l'université Lumière-Lyon-II, Hélène Conway-Mouret obtient un Higher Diploma in Education au Trinity College de Dublin en 1984 puis un Master of Philosophy ainsi qu'un diplôme de management practice à l'université d'Ulster à Coleraine, en Irlande du Nord.
Elle a résidé 25 ans en Irlande, où elle a été, notamment, directrice du département des langues de l'Institut de technologie de Dublin. Elle a également été professeure invitée au sein de l'Université Paris I Panthéon-Sorbonne.

### Principales activités civiques et associatives
Membre du Parti socialiste depuis 1997, elle appartient au bureau de la fédération des Français de l'étranger de ce parti où elle est chargée des affaires culturelles et éducatives. Membre du Parti socialiste européen (PSE), elle est également cofondatrice de la section PSE de Dublin.
Elle est présidente de la section associative Français du Monde-ADFE Irlande de 1994 à 2011. Elle est également membre du conseil d’administration de l'Alliance française de Dublin de 2005 à 2012.
Elle est conseillère du commerce extérieur de la France de 2007 à 2011.
Elle est auditrice à l'Institut des hautes études de la défense nationale (IHEDN) en 2009 et 2010, puis cadre en 2011. En juillet 2012, Hélène Conway-Mouret est intronisée dans la réserve citoyenne du réseau Association pour le développement de l'enseignement et de la recherche (ADER).
Hélène Conway-Mouret est nommée, durant l'été 2014, secrétaire nationale adjointe du Parti socialiste, chargée de l'influence et du rayonnement de la France dans le monde. Le 4 juillet 2015, elle est nommée secrétaire nationale adjointe du Parti socialiste chargée de l'international. Le 15 avril 2018, Hélène Conway-Mouret est nommée, par le Conseil national du Parti socialiste, secrétaire nationale chargée de la protection des Français et de la Nation. Depuis le 24 novembre 2020, elle est secrétaire nationale chargée de la défense de la Nation.
En octobre 2015, Hélène Conway-Mouret est nommée directrice du secteur international de la Fondation Jean-Jaurès. Sous la présidence de Jean-Marc Ayrault, elle est nommée conseillère du président.
Enfin, dans le cadre de son mandat parlementaire, elle siège au sein du conseil d’administration de l’Agence pour l’enseignement français à l’étranger (AEFE) et de l’Institut français.
Elle est également membre de la Fondation Jean-Monnet pour l’Europe, de la Maison de l’Europe et de l’Assemblée des femmes ainsi que des associations « Les chemins de la réussite » et « Excision parlons-en ».

## Mandats et activités politiques

### Sénatrice des Français établis hors de France
Elle est élue sénatrice pour les Français de l'étranger en 2011 sous l’étiquette du Parti socialiste et siège depuis son entrée au Sénat au sein de la commission des Affaires étrangères, de la Défense et des Forces armées.
Son poste de ministre déléguée aux affaires étrangères, qu'elle occupe de 2012 à 2014, étant supprimé dans le gouvernement Valls, elle retrouve son mandat de sénatrice le 4 mai 2014. Elle est réélue en 2017 pour un deuxième mandat. Elle est depuis cette date rapporteure du programme 146 sur l’équipement des forces armées.
En novembre 2018, elle est élue vice-présidente de la haute assemblée, en remplacement de Marie-Noëlle Lienemann qui quitte le groupe socialiste, devenant la première représentante des Français de l'étranger à siéger au bureau du Sénat. Ce mandat de vice-présidente se termine en septembre 2020.
Elle est réélue pour un troisième mandat le 24 septembre 2023. Elle est depuis cette date vice-présidente de la commission des Affaires étrangères, de la Défense et des Forces armées, après en avoir été la secrétaire durant le mandat précédent. Elle conserve sa fonction de rapporteure du programme 146 sur l’équipement des forces armées.

### Ministre déléguée aux affaires étrangères
Elle est nommée ministre déléguée auprès du ministre des Affaires étrangères chargée des Français de l'étranger au sein du gouvernement Jean-Marc Ayrault II du 21 juin 2012 au 31 mars 2014.
Ses attributions sont définies dans le « décret no 2012-898 du 20 juillet 2012 » : « Mme Hélène Conway-Mouret, ministre déléguée auprès du ministre des Affaires étrangères, chargée des Français de l'étranger, traite, par délégation du ministre des Affaires étrangères, de toutes les affaires concernant les Français de l'étranger, notamment les questions relatives à leur représentation, à leur administration, à leur sécurité et à leur protection sociale. Elle traite également, par délégation du ministre des Affaires étrangères, des questions relatives à la scolarisation des Français établis hors de France. La ministre déléguée auprès du ministre des Affaires étrangères, chargée des Français de l'étranger, accomplit toute autre mission que le ministre des affaires étrangères lui confie ».
Dans le cadre de ces attributions, elle lance trois grands axes de réflexion sur le réseau consulaire, l'enseignement français à l'étranger et la représentation des Français à l'étranger.

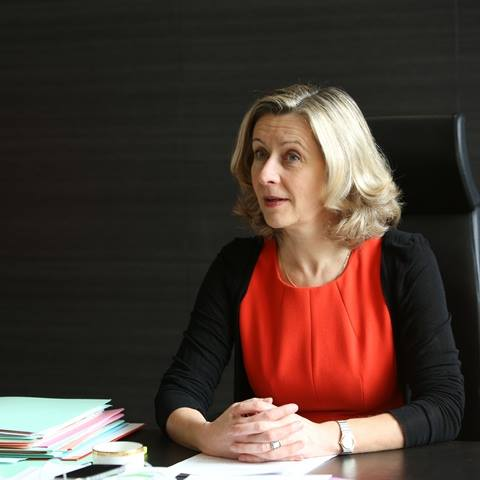
Intervention de la ministre déléguée aux Français de l'étranger devant les Français de Chine, décembre 2013.

Elle est à l’origine de la LOI n° 2013-659 du 22 juillet 2013 relative à la représentation des Français établis hors de France qui permet une meilleure représentativité des Français de l’étranger. En effet, ce texte crée les conseils consulaires, composés de conseillers des Français de l’étranger, élus au suffrage universel direct par les Français de la circonscription consulaire. Placés auprès de chaque ambassade pourvue d'une circonscription consulaire (130) et de chaque poste consulaire, un conseil consulaire est chargé de formuler des avis sur les questions consulaires ou d'intérêt général, notamment culturel, économique et social, concernant les Français établis dans la circonscription (protection sociale et action sociale, emploi, formation professionnelle et apprentissage, enseignement français à l'étranger, sécurité, risques sanitaires).
Cette loi complète également les compétences de l'Assemblée des Français de l'étranger (AFE). Elle peut ainsi être consultée sur la situation des Français établis hors de France et sur toute question consulaire ou d'intérêt général les concernant et peut, de sa propre initiative, réaliser des études, émettre des vœux, avis et motions. Avec cette loi, l'AFE est désormais composée de 90 membres élus par les conseillers des Français de l’étranger en leur sein. Elle prévoit également que les douze sénateurs représentant les Français établis hors de France sont élus par un collège électoral désormais constitué des onze députés des Français établis hors de France, des 443 conseillers consulaires et des 68 délégués consulaires.

### Fonctions électives antérieures
Élue conseillère à l'Assemblée des Français de l'étranger (AFE) en 1997, réélue en juin 2000 puis en 2006, Hélène Conway-Mouret est présidente de la commission pour la formation professionnelle au sein de l'AFE de 2003 à 2006. De 2006 à 2011, elle est vice-présidente du groupe ADFE (Association démocratique des Français de l'étranger).

## Prises de position
Hélène Conway-Mouret est une spécialiste des questions d'armement et de défense, en particulier de défense et de sécurité européenne. Tout au long de son mandat parlementaire, elle a rédigé plusieurs rapports sur la défense européenne, le SCAF (système de combat aérien du futur) mais aussi l’aide publique au développement.
En 2012, Hélène Conway-Mouret est favorable au mariage et à l’adoption pour les couples de même sexe.
Elle a également porté une proposition de loi au Sénat, en 2023, visant à instaurer un arrêt menstruel pour les femmes souffrant de règles douloureuses.

## Décorations honorifiques

### Nationale
- Chevalière de l'ordre national du Mérite

### Étrangères
- Grand officier dans l'ordre de Saint-Charles[5]
- Chevalier dans l'ordre national du Lion du Sénégal